# Шастарка (гміна)
Гміна Шастарка (пол. Gmina Szastarka) — сільська гміна у східній Польщі. Належить до Крашницького повіту Люблінського воєводства.
Станом на 31 грудня 2011 у гміні проживало 5994 особи.

## Площа
Згідно з даними за 2007 рік площа гміни становила 73.53 км², у тому числі:
- орні землі: 85.00%
- ліси: 10.00%

Таким чином, площа гміни становить 7.31% площі повіту.

## Населення
Станом на 31 грудня 2011:
| Опис     | Загалом | Загалом | Чоловіки | Чоловіки | Жінки | Жінки |
| -------- | ------- | ------- | -------- | -------- | ----- | ----- |
| одиниця  | осіб    | %       | осіб     | %        | осіб  | %     |
| все      | 5994    | 100     | 2951     | 49.23    | 3043  | 50.77 |
| міське   | 0       | 100     | 0        |          | 0     |       |
| сільське | 5994    | 100     | 2951     | 49.23    | 3043  | 50.77 |

## Сусідні гміни
Гміна Шастарка межує з такими гмінами: Батож, Крашник, Модлібожице, Поток-Велькі, Тшидник-Дужи, Закшувек.